# Personnel et Confidentiel
Pour plus de détails, voir Fiche technique et Distribution.
Personnel et Confidentiel ou Intime et Personnel au Québec (Up Close and Personal) est un film américain réalisé par Jon Avnet, sorti en 1996.

## Synopsis
Le scénario s'inspire de l'histoire de Jessica Savitch (en), une présentatrice du journal des années 1970 à l'ascension fulgurante.
Sally Atwater désire devenir une star de la télévision. D'abord secrétaire, elle présente la météo, puis enfin le journal, grâce à la bienveillance de Warren Justice ; mais cela coûte à Warren sa propre carrière.

## Fiche technique
- Titre original : Up Close and Personal
- Titre français : Personnel et Confidentiel
- Titre québécois : Intime et Personnel
- Réalisation : Jon Avnet
- Scénario : Joan Didion et John Gregory Dunne d'après Golden Girl: The Story of Jessica Savitch d'Alanna Nash
- Photographie : Karl Walter Lindenlaub
- Musique : Thomas Newman
  - Chanson Because You Loved Me de Diane Warren interprétée par Céline Dion
- Production: Jon Avnet, John Foreman, Ed Hookstratten, Martin Huberty, Jordan Kerner, Lisa Lindstrom et  David Nicksay
- Sociétés de production : Cinergi Pictures Entertainment Inc. et Touchstone Pictures
- Durée : 124 min
- Genre : drame
- Pays : États-Unis
- Langue: anglais
- Format : Couleurs (Technicolor) - 35 mm - 1,85:1 - Son Dolby Digital
- Date de sortie : 1996

## Distribution
- Robert Redford (VF : Claude Giraud ; VQ : Daniel Roussel) : Warren Justice
- Michelle Pfeiffer (VF : Emmanuèle Bondeville ; VQ : Claudie Verdant) : Sally / Tally Atwater
- Stockard Channing (VF : Pascale Jacquemont ; VQ : Diane Arcand) : Marcia McGrath
- Joe Mantegna (VF : José Luccioni ; VQ : Luis de Cespedes) : Bucky Terranova
- Kate Nelligan : Joanna Kennelly
- Glenn Plummer (VQ : Jean-Luc Montminy) : Ned Jackson
- Scott Bryce (VF : Guillaume Orsat) : Rob Sullivan
- James Rebhorn (VF : Jean-Luc Kayser) : John Merino
- Miguel Sandoval (VF : Robert Darmel) : Dan Duarte
- Brian Markinson (VF : Michel Mella) : Vic Nash
- Noble Willingham : Buford Sells
- James Karen : Tom Orr
- Raymond Cruz : Fernando Buttanda
- Dedee Pfeiffer (VQ : Aline Pinsonneault) : Luanne Atwater

## Distinctions

### Récompenses
- Blockbuster Entertainment Awards 1997 : Meilleur second rôle féminin romantique pour Stockard Channing
- ASCAP Film and Television Music Awards 1997 : Chanson de film la plus jouée (Most Performed Songs from Motion Pictures) pour Because You Loved Me
- Grammy Awards 1997 : Meilleure chanson écrite pour un film ou la télévision

### Nominations
- Oscars 1997 : Meilleure musique de film et Meilleure chanson originale
- Golden Globes 1997 : Meilleure chanson originale de film